# Santiago Matamoros

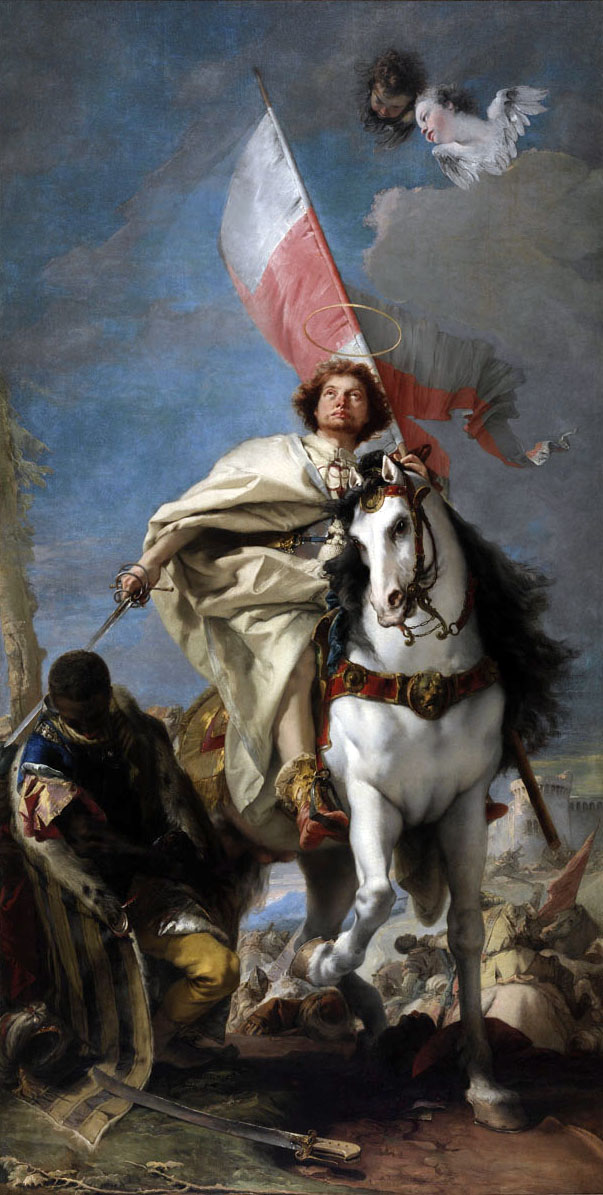
L'intervento leggendario di San Giacomo nelle vesti di Matamoros, durante la battaglia di Clavijo. Giovanni Battista Tiepolo (Museo di belle arti, Budapest).

Santiago Matamoros è un tipo dell'iconografia cristiana che consiste nella raffigurazione di San Giacomo (Santiago) come Matamoros («Ammazzamori»), ovvero come uccisore di musulmani, nella battaglia di Clavijo (nell'anno 844). L'iconografia di questo celebrato episodio costituì il simbolo della Reconquista nel XV secolo.

## Origini leggendarie
L'iconografia del santo sterminatore di infedeli nasce in relazione alla credenza religiosa legata all'intervento sovrannaturale di San Giacomo il Maggiore nella leggendaria battaglia di Clavijo, il cui svolgimento, nell'omonima località, è legato alla data tradizionale del 23 maggio 844. 
Secondo la leggenda, il santo sarebbe apparso in sogno a Ramiro I delle Asturie, il giorno prima dello scontro, assicurandogli la sua partecipazione alla battaglia e la conseguente sicura vittoria. Il giorno seguente, l'esercito di Ramiro, rassicurato dalla presenza prodigiosa del santo, che combatteva in sella a un cavallo bianco, poté sconfiggere i nemici e vincere la battaglia.